# Maisons de Poudlard
Pour un article plus général, voir Poudlard.
À l'école de magie Poudlard (Hogwarts en anglais), décrite principalement dans l'univers de la série littéraire Harry Potter, il existe quatre maisons distinctes : « Gryffondor », « Poufsouffle », « Serdaigle » et « Serpentard ». Les élèves y sont répartis par le Choixpeau magique dès leur première année à l'école en fonction de leur personnalité. Ils y restent jusqu'à leur septième et dernière année d'études.  

## Système des maisons
Le système de répartition d'élèves dans des « maisons » à l'intérieur d'un établissement scolaire n'est pas spécifique à Poudlard puisque de nombreuses écoles du Royaume-Uni et d'Amérique l'utilisent. Ce système était d'ailleurs utilisé dans d'autres universités européennes durant le Moyen Âge, par exemple l'université de Louvain avait jusqu'en 1797, quatre pédagogies : les pédagogies du Lys, du Porc, du Château et du Faucon.

## Maisons et caractéristiques
Les noms des quatre maisons et les qualités requises pour y entrer se réfèrent à ceux que possédaient et appréciaient les quatre fondateurs de l'école. Chaque maison est dirigée par un professeur émérite et possède un fantôme attitré — une sorte de mascotte — généralement apprécié des élèves.
| Héraldique            | Maisons     | Directeur(s) connu(e)s                                                                                             | Qualités requises                      | Fantôme attitré      |
| --------------------- | ----------- | --- | -------------------------------------- | -------------------- |
| Blason de Gryffondor  | Gryffondor  | - Godric Gryffondor (Moyen Âge) - Albus Dumbledore - Minerva McGonagall                                            | - Courage - Hardiesse - Force d'esprit | Nick Quasi-Sans-Tête |
| Blason de Poufsouffle | Poufsouffle | - Helga Poufsouffle (Moyen Âge) - Pomona Chourave                                                                  | - Loyauté - Constance - Patience       | Le Moine Gras        |
| Blason de Serdaigle   | Serdaigle   | - Rowena Serdaigle (Moyen Âge) - Filius Flitwick                                                                   | - Sagesse - Discernement - Érudition   | La Dame Grise        |
| Blason de Serpentard  | Serpentard  | - Salazar Serpentard (Moyen Âge) - Horace Slughorn (? - 1981, puis à partir de 1997) - Severus Rogue (1981 - 1997) | - Ruse - Adresse - Détermination       | Le Baron Sanglant    |

## Fondateurs

### Godric Gryffondor
Gryffondor (Gryffindor en anglais) vivait dans le village de Godric's Hollow, dans les plaines, et était le plus grand duelliste de son temps. L'emblème des Gryffondor est le lion, considéré comme la plus courageuse de toutes les créatures.
Gryffondor reçut pour sa bravoure une épée en argent sertie d'un rubis étincelant de la taille d'un œuf, créée par Ragnuk Premier, le plus renommé des gobelins orfèvres du Moyen Âge. L'épée était si belle que Ragnuk tenta de la reprendre, accusant le duelliste de l'avoir volée. 
Des quatre fondateurs, Gryffondor était le plus favorable à ce que les sorciers nés de parents moldus puissent étudier à Poudlard. Il choisissait les élèves courageux avant tout et devint un symbole pour son positionnement à l'encontre de la discrimination moldue. Sa conviction l'aurait éloigné de son collègue Salazar Serpentard, dont il était auparavant plutôt proche.
Il fit cadeau à Poudlard de son chapeau — le Choixpeau magique —, une sorte de couvre-chef sensible qui devint rapidement un objet très utile pour répartir équitablement les élèves dans les différentes maisons de l'école. Le Choixpeau magique et l'épée forgée par les gobelins sont les seules possessions de Gryffondor qui existent encore au temps de Harry Potter. Les deux artefacts sont connectés l'un à l'autre, permettant à l'épée d'apparaître à l'intérieur du Choixpeau lorsqu'un élève de Gryffondor en détresse se trouve à sa proximité.
Sur son portrait officiel figurant sur le site Pottermore, Gryffondor a le visage sérieux. Il possède une carrure solide ainsi qu'une barbe et une chevelure longues et épaisses de couleur châtain clair.

### Helga Poufsouffle
Poufsouffle (Hufflepuff) était une sorcière loyale, honnête et travailleuse, originaire des vallées galloises,. Elle appréciait ces mêmes qualités chez les élèves et s'intéressait particulièrement à ceux et celles qui avaient le goût du travail acharné. Sa maison, ayant le blaireau pour emblème, valorisait les élèves les plus « justes et loyaux ». Selon le Choixpeau magique, Poufsouffle aurait juré « d'enseigner l'équité »,, refusant de juger certains élèves comme « meilleurs » ou « plus mauvais » que d'autres, et accueillant avec joie ceux qui n'étaient choisis par aucune des trois autres maisons. À l'image du blaireau qui sait « faire profil bas et se défendre comme il le faut, quand il le faut », les élèves de Poufsouffle sont considérés comme humbles et dignes de confiance.
Poufsouffle était réputée pour ses talents en sortilèges. Elle utilisait ses aptitudes en cuisine - une de ses passions - et créait de splendides fêtes très appréciées de tous. Les recettes d'Helga Poufsouffle sont toujours utilisées dans les cuisines de Poudlard du temps de Harry Potter et son portrait est visible dans la salle commune de Poufsouffle, portant un toast à ses élèves avec sa coupe en or gravée du blaireau. C'est à Poufsouffle que Poudlard doit la générosité et la convivialité de ses traditionnels banquets. 
Enfin, elle était une sorcière très riche qui possédait de nombreux objets de valeur, parmi lesquels sa petite coupe en or, qui traversa les générations jusqu'à sa dernière descendante, Hepzibah Smith. Tom Jedusor vola ensuite l'objet à Smith pour en faire l'un de ses horcruxes. La coupe fut cachée à Gringotts, puis détruite par Hermione Granger en 1998.
Sur son portrait officiel figurant sur le site Pottermore, Poufsouffle sourit dans une attitude décontractée. Elle apparaît plus jeune que les autres fondateurs, avec une silhouette solide et une chevelure brune rassemblée en deux longues tresses.

### Rowena Serdaigle
Originaire des montagnes d'Écosse,, Serdaigle (Ravenclaw) était connue pour sa créativité et sa grande intelligence, mais également pour être la sorcière la plus brillante de son temps. Serdaigle aurait inventé notamment les pièces changeantes de Poudlard ainsi que les escaliers mouvants, et aurait été à l'origine du nom de l'école. Elle était très proche d'Helga Poufsouffle et resta amie avec cette dernière jusqu'à sa mort, pour souligner en parallèle l'amitié brisée de Godric Gryffondor et Salazar Serpentard. Malgré son nom dans la version originale (Ravenclaw signifiant littéralement « griffe de corbeau »), l'emblème des Serdaigle est l'aigle, considéré comme l'oiseau « volant le plus haut ». Les versions cinématographiques ont cependant fait le choix de le changer en un corbeau[réf. souhaitée].
Désireuse de faire partager son savoir aux jeunes qui montraient des dons pour la magie, elle réservait son enseignement aux élèves les plus intelligents. Serdaigle aimait solliciter les aptitudes de ses élèves en toute circonstance : contrairement aux salles communes comme celles de Gryffondor et de Serpentard dans lesquelles on entre avec un simple mot de passe, il faut répondre correctement à une énigme pour entrer dans la salle de Serdaigle. Sa devise était : « Tout homme s'enrichit quand abonde l'esprit. ». D'un naturel curieux, les élèves de Serdaigle sont considérés comme marginaux, voire excentriques.
Rowena Serdaigle possédait un diadème, qui fut longtemps considéré comme perdu, et dont on disait qu'il augmentait la sagesse de celui qui le portait. Il fut retrouvé par Voldemort — qui en fit l'un de ses horcruxes —, puis fut finalement détruit lors de la bataille de Poudlard en 1998 par un sortilège de Feudeymon.
Sur son portrait officiel figurant sur le site Pottermore, Serdaigle se tient droite et neutre. Elle a une silhouette élancée et une très longue chevelure brune en cascade, partiellement grisonnante.

### Salazar Serpentard
Serpentard (Slytherin) venait des marécages de l'est de l'Angleterre, en Est-Anglie, dans le Norfolk. Ancêtre de Voldemort, c'était un puissant sorcier, malin et roublard, qui ne faisait bénéficier de son enseignement qu'aux descendants des plus nobles lignées. Après le départ du sorcier à la suite d'un conflit avec Gryffondor, le Choixpeau magique chargé de la répartition conserva une trace de sa personnalité en n'envoyant dans sa maison que les élèves ambitieux et rusés. Salazar Serpentard fut un legilimens reconnu (doué pour lire dans les pensées d'autrui) et un Fourchelang, d'ailleurs surnommé « Langue-de-Serpent » pour cette capacité à parler leur langage. Le serpent est aussi l'emblème des Serpentard, considéré comme la plus sage de toutes les créatures.
Considérant les sorciers nés de parents moldus indignes d'étudier la magie, Serpentard a conçu la Chambre des secrets, située dans les souterrains de l'école, pour y élever à l'insu des autres fondateurs un serpent géant, le basilic, destiné à débarrasser l'école des élèves indésirables après son départ, dès lors que son authentique héritier (également Fourchelang) arriverait à trouver la Chambre et à commander la créature. C'est ce que fera Voldemort.
Serpentard a également laissé derrière lui un médaillon en or regorgeant de magie noire. Le pendentif est devenu un héritage de famille, puis un autre horcruxe de Voldemort. Il fut retrouvé par le frère de Sirius Black, Regulus Arcturus Black, puis passa de main en main jusqu'à être récupéré par Harry Potter et finalement détruit par son ami Ron Weasley. L'enterrement de la baguette magique de Serpentard par une très lointaine descendante irlandaise au XVIIe siècle aurait donné naissance à un arbre-serpent dont les feuilles seraient dotées de puissantes propriétés médicinales.
Sur son portrait officiel figurant sur le site Pottermore, Serpentard se tient droit et méfiant. Il apparaît plus âgé que les autres fondateurs. Sa silhouette est élancée et son crâne est partiellement chauve. Il porte une longue et mince barbe grise.
En 2020, en hommage à ce personnage, le nom de Trimeresurus salazar est donné à une nouvelle espèce de vipère découverte dans L'Arunachal Pradesh, en Inde,.

## Cérémonie de la répartition

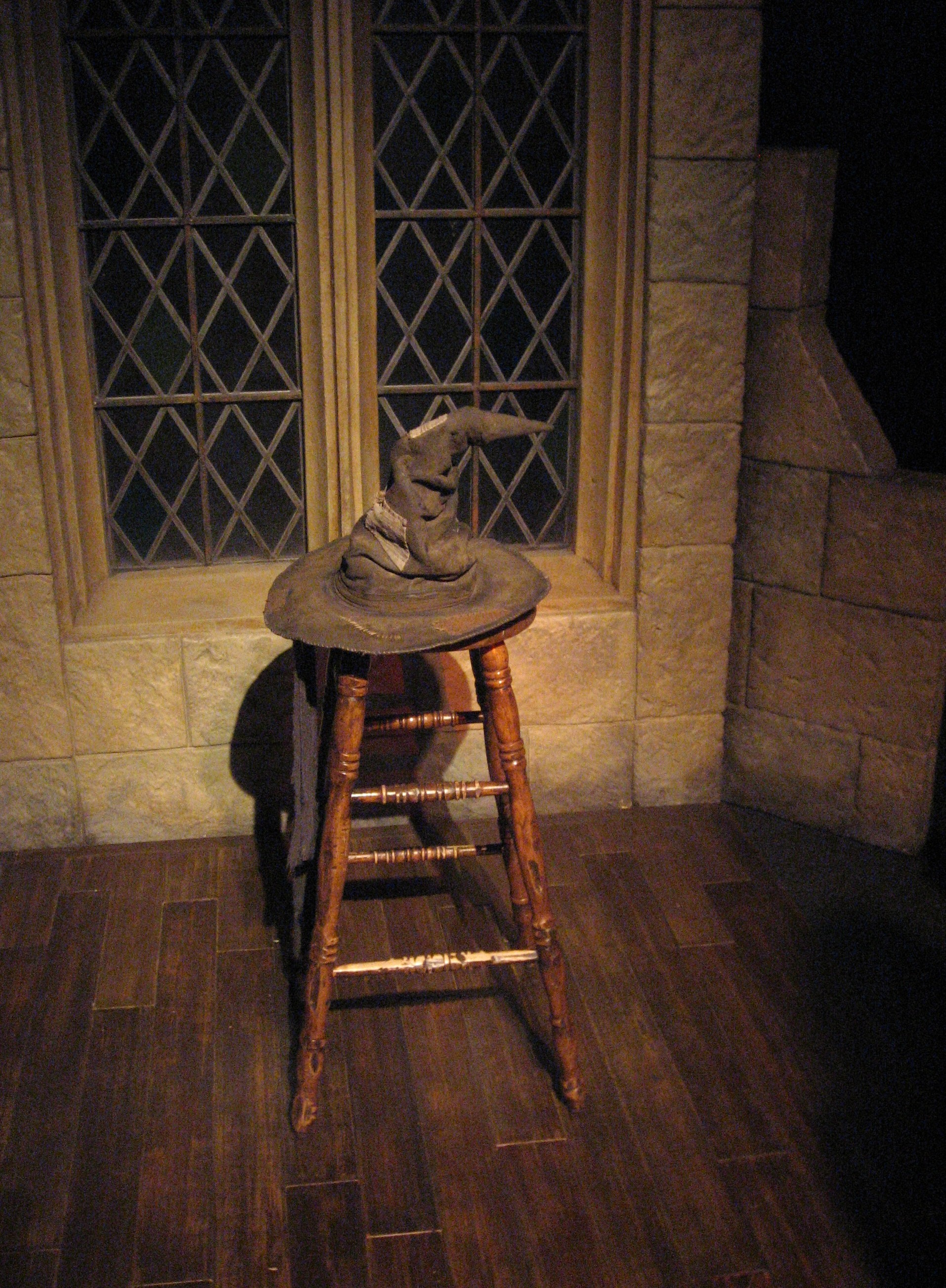
Le « Choixpeau » magique, exposé à la Cité du cinéma de Saint-Denis.

La cérémonie de la répartition est une cérémonie très importante au cours de laquelle chaque nouvel élève inscrit est associé à l'une des quatre maisons de l'école pour toute sa scolarité. La cérémonie à Poudlard a lieu dans la Grande Salle lors du banquet de chaque début d'année, et tous les élèves ainsi que les professeurs y sont conviés. Le Choixpeau magique, à l'apparence d'un vieux chapeau rapiécé, chante d'abord une chanson qui précise son rôle et décrit les qualités des différentes maisons, puis il rassure les nouveaux élèves plutôt anxieux à l'idée de passer ce qu'ils imaginent comme étant une sorte de test de connaissances devant les professeurs et les autres élèves. La chanson du Choixpeau n'est jamais la même d'une année à l'autre et change en fonction des événements de l'actualité. Ensuite, chaque élève de première année s'avance par ordre alphabétique et s'assoit sur un tabouret. Il est coiffé du Choixpeau par le professeur McGonagall, la directrice adjointe. Le Choixpeau prend quelques secondes ou minutes pour procéder à une brève analyse de l'esprit de chaque élève et déterminer ses aptitudes, puis annonce à haute voix la maison à laquelle l'élève appartiendra jusqu'à la fin de ses études.
Il arrive qu'il y ait un doute sur la maison convenant le mieux à l'élève. Ce fut le cas en particulier pour Hermione Granger (que le Choixpeau a sérieusement envisagé d'envoyer à Serdaigle), ainsi que pour Harry Potter et Neville Londubat. En général, le Choixpeau parvient à décider seul, mais lorsqu'il éprouve vraiment des difficultés à choisir la maison, il est possible qu'il en discute avec l'élève en question afin de connaître son opinion. Il en a été ainsi pour déterminer la maison à laquelle Harry allait appartenir : le Choixpeau avait décelé en lui des qualités le destinant à Serpentard aussi bien qu'à Gryffondor, mais devant la réticence explicite de Harry à l'égard de la première, il a décidé de l'envoyer à Gryffondor pour respecter son choix. De son côté, Neville, intimidé par la réputation de bravoure qui a toujours été rattachée à la maison Gryffondor — où il s'apprête à être envoyé, suggère au Choixpeau de l'envoyer plutôt à Poufsouffle, une maison réputée plus conciliante que les trois autres. Pour ce cas, après un long débat, le Choixpeau refuse le choix de l'élève, qu'il devine mal influencé et souffrant d'un manque de confiance en soi.
Comme le Choixpeau répartit les élèves selon leur personnalité, les enfants d'une même famille ne sont donc pas systématiquement envoyés dans la même maison, comme le montre le cas de Sirius Black envoyé à Gryffondor alors même que toute sa famille est passée par Serpentard ou celui de Parvati et de sa sœur jumelle Padma Patil, envoyées respectivement à Gryffondor et Serdaigle. Dans la pièce de théâtre Harry Potter et l'Enfant maudit, Albus Severus Potter, le fils de Harry Potter et de Ginny Weasley, tous deux Gryffondor, est envoyé à Serpentard.